# كيفن ديفيز
كيفن كيرل ديفيز (بالإنجليزية: Kevin Davies)‏ ،لاعب كرة قدم إنجليزي، من مواليد 26 مارس 1977 في شيفيلد في إنجلترا.
بدأ مسيرته الكروية مع نادي تشيسترفيلد في عام 1993، ولعب معهم حتى عام 1997، وشارك معهم في 129 مباراة وسجل 22 هدف، وفي موسم 1997/1998 انتقل إلى نادي ساوثامبتون، ولعب معهم 25 مباراة وسجل 9 أهداف، وفي عام 1998 انتقل إلى نادي بلاكبيرن روفرز، ولعب معهم حتى عام 2000، وشارك معهم في 24 مباراة وسجل هدف واحد، وفي عام 2000 انتقل إلى نادي ساوثامبتون، ولعب معهم حتى عام 2003، وشارك معهم في 82 مباراة وسجل 10 أهداف، وفي عام 2003 أعير إلى نادي ميلوال، ولعب معهم 9 مباريات وسجل 3 أهداف، ومنذ عام 2003 وهو يلعب مع نادي بولتون واندررزو قد انتقل ديفيز الي نادي بريستون نورث اند بعد انتهاء عقده مع بولتون واندررز في يوليو 2013.

## مسيرته الكروية
لعب كيفن ديفيز خلال مسيرته الاحترافية مع 6 أندية في أربعة وعشرون موسمًا وسجل خلالها 122 هدف ضمن 690 مباراة. ولم يفز بأي موسم بالكأس أو بالدوري.
خاض كيفن ديفيز مسيرته مع نادي تشيسترفيلد في موسم 1993–94 ليلعب معه أربعة مواسم، مشاركًا في 129 مباراة سجل خلالها 22 هدفًا. ثم انتقل إلى نادي ساوثهامبتون في موسم 1997–98 في المرة الأولى لمدة موسم واحد ثم في موسم 1999–00 ليلعب معه أربعة مواسم، حيث شارك طوالها في 107 مباراة سجل خلالها 19 هدفًا. لينتقل بعدها إلى نادي بلاكبيرن روفرز في موسم 1998–99 ولمدة موسمين، مشاركًا في 23 مباراة سجل خلالها هدفًا واحدًا. ثم انتقل إلى نادي ميلوول في موسم 2002–03 لمدة موسم واحد، مشاركًا في 9 مباريات سجل خلالها 3 أهداف. هذا وانتقل لاحقًا إلى نادي بولتون واندررز في موسم 2003–04 ليلعب معه عشرة مواسم، مشاركًا في 351 مباراة سجل خلالها 73 هدفًا. ثم انتقل بعدها إلى نادي بريستون نورث إيند في موسم 2013–14 ولمدة موسمين، مشاركًا في 71 مباراة سجل خلالها 4 أهداف.

## روابط خارجية
- كيفن ديفيز على موقع قاعدة بيانات كرة القدم.إي يو (الإنجليزية)
- كيفن ديفيز على موقع ناشيونال فوتبول تيمز (الإنجليزية)
- كيفن ديفيز على موقع Soccerbase.com (لاعب) (الإنجليزية)
- كيفن ديفيز على موقع Soccerway.com (الإنجليزية)
- كيفن ديفيز على موقع عالم كرة القدم.نت (الإنجليزية)
- كيفن ديفيز على موقع كووورة